# Liste der Mitglieder der American Academy of Arts and Sciences/2014
Im Jahr 2014 wählte die American Academy of Arts and Sciences 204 Personen in sechs Kategorien zu ihren Mitgliedern.
Unter den 204 Mitgliedern (fellows) sind 16 „foreign honorary members“, die keine Staatsbürger der Vereinigten Staaten oder dort tätig sind; diese sind farblich hervorgehoben.

## Neugewählte Mitglieder

### Mathematische und physikalische Wissenschaften
- Joanna Aizenberg (* 1960)
- Neta A. Bahcall (* 1942)
- John F. Brady (* 1954)
- Michael P. Brenner (* 1968)
- Michel Broué (* 1946)
- Emmanuel Candès (* 1970)
- Jennifer Tour Chayes (* 1956)
- Đàm Thanh Sơn (* 1969)
- Wilfred A. van der Donk (* 1966)
- Elazer Reuven Edelman (* 1956)
- Peter Edwards (* 1949)
- Katherine Faber (* 1953)
- Ronald Fagin (* 1945)
- Kenneth A. Farley (* 1964)
- Edward Frenkel (* 1968)
- Daniel Friedan (* 1948)
- Inez Fung (* 1949)
- David Gabai (* 1954)
- Lawrence Grossman (* 1946)
- David Harel (* 1950)
- Fiona A. Harrison (* 1964)
- Rob van der Hilst (* 1960)
- Wayne Hu (* 1968)
- Richard Kenyon (* 1964)
- Daphne Koller (* 1968)
- Clifford Kubiak (* 1953)
- Leslie Lamport (* 1941)
- Leonid Levin (* 1948)
- Richard J. Lipton (* 1946)
- M. Cristina Marchetti (* 1955)
- Keith Adam Nelson (* 1953)
- Ward Plummer (1940–2020)
- Stephen Quake (* 1969)
- John A. Rogers (* 1967)
- Mendel Rosenblum (* 1962)
- Amy Rosenzweig (* 1967)
- Paul Seidel (* 1970)
- Ramamurti Shankar (* 1947)
- Dan Shechtman (* 1941)
- Michelle Y. Simmons (* 1967)
- Richard Bruce Silverman (* 1946)
- Robert H. Socolow (* 1937)
- Pol D. Spanos (* 1950)
- Gigliola Staffilani (* 1967)
- Daniel Tătaru (* 1967)
- Paul S. Weiss (* 1959)
- Anthony Zee (* 1945)
- Alex Zettl (* 1956)

### Biologische Wissenschaften
- Susan C. Alberts (* 1959)
- Dora Angelaki (* 1961)
- Bruce Bean (* 1951)
- Graham A. C. Bell (* 1949)
- Nancy Bonini (* 1959)
- Gerardo Ceballos (* 1958)
- Arul M. Chinnaiyan (* 1969)
- Donald Lee Court (* 1943)
- Kenneth A. Dill (* 1947)
- Chris Q. Doe (* 1959)
- Garret Adare FitzGerald (* 1950)
- Jerry F. Franklin (* 1937)
- Tamás F. Freund (* 1959)
- Christopher K. Glass (* 1955)
- Richard L. Gourse (* 1949)
- Harry W. Greene (* 1945)
- Warner C. Greene (* 1949)
- Shiv Grewal (* 1965)
- Donald F. Hunt (* 1940)
- Carl H. June (* 1953)
- Michael B. Kastan (* 1956)
- Ellen Ketterson (* 1945)
- Thomas Kunkel (* 1949)
- Leslie A. Leinwand (* 1950)
- Daniel Louvard (* 1948)
- John Maunsell (* 1955)
- David A. McCormick (* 1958)
- Sabeeha Merchant (* 1959)
- Peter Palese (* 1944)
- Dinshaw Patel (* 1942)
- Nikola P. Pavletich (* 1964)
- Eric Pianka (* 1939)
- Alvin Francis Poussaint (* 1934)
- Bernardo Luis Sabatini (* 1969)
- Charles L. Sawyers (* 1959)
- David G. Schatz (* 1958)
- M. Celeste Simon (* 1954)
- David L. Spector (* 1952)
- Claudio Stern (* 1954)
- Geoffrey M. Wahl (* 1948)
- Diana Harrison Wall (1943–2024)
- Rachel I. Wilson (* 1973)
- John Wingfield (* 1948)
- Larry J. Young (* 1967)

### Sozialwissenschaften
- Manuel Arellano (* 1957)
- Deborah Loewenberg Ball (* 1954)
- Anthony Bebbington (* 1962)
- Steven T. Berry (* 1958)
- Charles M. Cameron (* 1954)
- Raj Chetty (* 1979)
- Janet Currie (* 1960)
- William Damon (* 1944)
- Linda Darling-Hammond (* 1951)
- George W. Downs (1947–2015)
- Timothy Earle (* 1948)
- Nathan A. Fox (* 1948)
- Adam Gamoran (* 1957)
- Pinelopi Goldberg (* 1963 oder 1964)
- Louis M. Gomez (* 1952)
- Patricia Greenfield (* 1941)
- Michael Greenstone (* 1968)
- Robert Huckfeldt (* 1951)
- Shanto Iyengar (* 1947)
- Vicki C. Jackson (* 1951)
- Jonathan Levin (* 1972)
- C. Owen Lovejoy (* 1943)
- David J. Luban (* 1949)
- Paula D. McClain (* 1950)
- Michael S. McPherson (* 1947)
- James D. Morrow (* 1958)
- Stephen Plog (* 1949)
- George L. Priest (* 1947)
- Elizabeth Reitz (* 1950)
- Lee H. Rosenthal (* 1952)
- Mary K. Rothbart (* 1940)
- Bryan Stevenson (* 1959)
- Marcelo Suárez-Orozco (* 1956)
- Sherry Turkle (* 1948)
- Janet Werker (* 1951)
- John Fabian Witt (* 1972)
- Amanda Woodward (* 1965)

### Geisteswissenschaften und Kunst
- Catherine L. Albanese (* 1941)
- El Anatsui (* 1944)
- Isobel Mair Armstrong (* 1937)
- Karol Berger (* 1948)
- Hans Dieter Betz (* 1931)
- John Broome (* 1947)
- Chris Burden (1946–2015)
- A. S. Byatt (1936–2023)
- Walter Cahn (1933–2020)
- James Chandler (* 1948)
- John B. Cobb (1925–2024)
- Johanna Drucker (* 1952)
- Jules Feiffer (1929–2025)
- Margaret W. Ferguson (* 1948)
- Arthur Fine (* 1937)
- Alan Gilbert (* 1967)
- Linda Gregerson (* 1950)
- Andrew Gordon (* 1952)
- Susan Gubar (* 1944)
- Helen Hardacre (* 1949)
- Maxwell K. Hearn (* 1948)
- Amy Hempel (* 1951)
- John Irving (* 1942)
- Mary C. Kelley (* 1945)
- Kerry James Marshall (* 1955)
- Ruth Millikan (* 1933)
- Edward Wallace Muir (* 1946)
- Susan Naquin (* 1944)
- Tere O’Connor (* 1958)
- Peter S. Onuf (* 1946)
- Al Pacino (* 1940)
- Hermann Parzinger (* 1959)
- Sheldon Pollock (* 1949)
- Annie Proulx (* 1935)
- William M. Reddy (* 1948)
- Londa Schiebinger (* 1952)
- Mary Jo Salter (* 1954)
- George Saunders (* 1958)
- Elaine Sisman (* 1952)
- Ralph Stanley (1927–2016)
- Robert Suckale (1943–2020)
- Ngũgĩ wa Thiong’o (1938–2025)
- J. David Velleman (* 1952)
- Gary Watson (* 1943)
- Carrie Mae Weems (* 1953)

### Public Affairs, Business und Administration
- Graham T. Allison (* 1940)
- Robert Ballard (* 1942)
- George W. Breslauer (* 1946)
- Nicholas Dirks (* 1950)
- Charles F. Feeney (1931–2023)
- James S. Fishkin (* 1948)
- W. Kent Fuchs (* 1954)
- Jeremy Grantham (* 1938)
- Nathan O. Hatch (* 1946)
- Irene Hirano (* 1948)
- Martin Indyk (* 1951)
- William Hugh Kling (* 1942)
- Risa Lavizzo-Mourey (* 1954)
- Sherry Lansing (* 1944)
- Ann Marie Lipinski (* 1956)
- Susan W. Paine (* 1940)
- Thomas Pritzker (* 1950)
- Robert B. Reich (* 1946)
- John W. Rogers (* 1958)
- Roger W. Sant (* 1931)
- Patti B. Saris (* 1951)
- Jaime Sepulveda (* 1954)
- Jerry Speyer (* 1940)
- Sarah Elizabeth Thomas (* 1948)

### Übergreifende Kategorie
Folgende sechs Mitglieder haben sich in mehreren der genannten Klassen verdient gemacht (interclass) und wurden deshalb in eine Sonderkategorie aufgenommen:
- Anthony Cheetham (* 1946)
- Christopher L. Eisgruber (* 1961)
- Adam Hochschild (* 1942)
- Eric W. Kaler (* 1956)
- Jill Lepore (* 1966)
- A. Eugene Washington (* 1950)